# The Mummy's Ghost
Fantoma mumiei (titlu original: The Mummy's Ghost) este un film american din 1944 regizat de Reginald Le Borg. Rolurile principale au fost interpretate de actorii Lon Chaney, Jr., John Carradine și Ramsay Ames. Este una dintre cele trei continuări ale filmului The Mummy's Hand din 1943. Povestea este continuată în filmul din 1944, The Mummy's Curse.

## Distribuție
- Lon Chaney, Jr. - Kharis
- John Carradine - Yousef Bey
- Robert Lowery - Tom Hervey
- Ramsay Ames - Amina Mansori

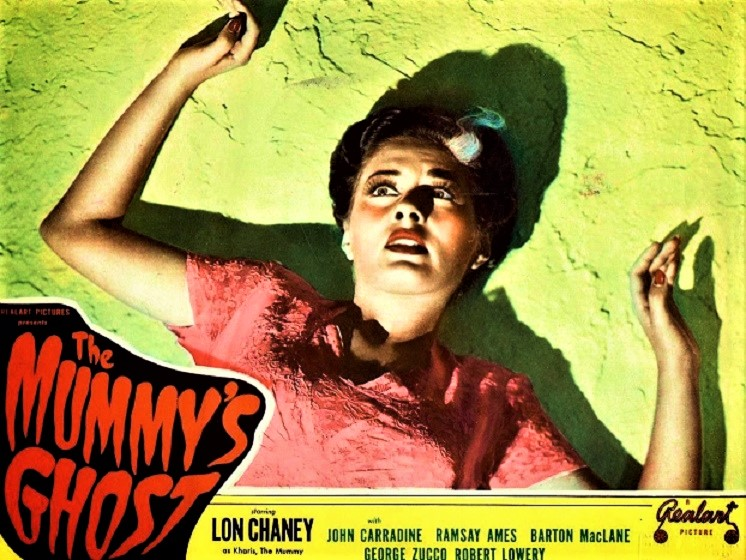
Ramsay Ames

- Barton MacLane - Police Insp. Walgreen
- George Zucco - High Priest
- Frank Reicher - Prof. Matthew Norman
- Harry Shannon - Sheriff Elwood
- Emmett Vogan - Coroner
- Lester Sharp - Dr. Ayad
- Claire Whitney - Ella Norman
- Oscar O'Shea - Night Watchman